# Низи (Ніжинський район)
Низи́ —  село в Україні, у Вертіївській сільській громаді Ніжинського району Чернігівської області. Населення становить 65 осіб.

## Історія
На мапі РСЧА 1935 року під назвою х.Бобрик.
12 червня 2020 року, відповідно до розпорядження Кабінету Міністрів України № 730-р «Про визначення адміністративних центрів та затвердження територій територіальних громад Чернігівської області», увійшло до складу Вертіївської сільської громади.
19 липня 2020 року, в результаті адміністративно-територіальної реформи, увійшло до складу новоутвореного Ніжинського району.